# Lucas González
Lucas Gonzàlez è una città dell'Argentina, nel dipartimento di Nogoyá, nella Provincia di Entre Ríos.

## Informazioni
Lucas González è la capitale nazionale del lino. L'attività principale della città è l'agricoltura e l'allevamento.

## Storia
Lucas González è stata fondata alla fine del XIX secolo, nel 1888.
Nacque intorno ad una stazione ferroviaria. È il luogo di nascita del calciatore Enrique Guaita.

## Cultura e religione
La cultura del popolo è legata all'immigrazione che ha ricevuto la città alla fine del XIX secolo e all'inizio del XX. Immigrati italiani, spagnoli, tedeschi, francesi, russi e nordafricani hanno dato l'impronta che conserva ancora la piccola città.

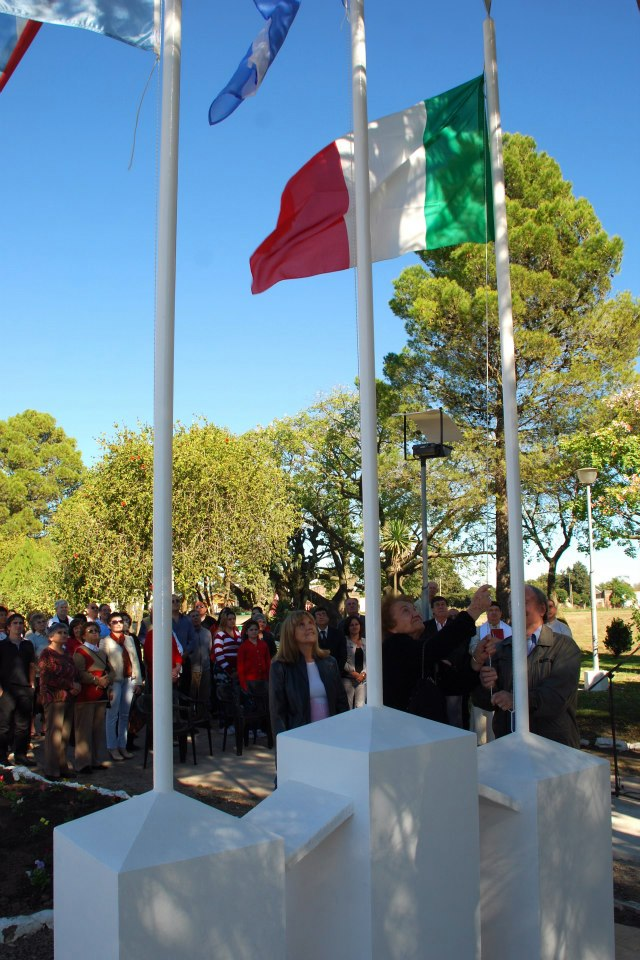
"Piazza Italia" in onore degli immigrati italiani.

Per quanto riguarda la religione, il cattolicesimo è la prima credo. La religione che si tiene ogni 19 ottobre, la festa di "San Lucas Evangelista", patrono della città.

## Sport
Il villaggio dispone di una squadra di calcio, denominato "Lucas González Athletic Club". In questa squadra ha giocato Enrique Guaita, campione del mondo nel 1934.
Inoltre, la città ha una scuola comunale sport in cui basket, pallavolo e pattinaggio di figura è praticata.